# موش قطبی دشتی
موش قطبی دشتی یا ول دشتی (نام علمی: Lagurus lagurus) یک جونده کوچک، چاق، خاکستری روشن است که از نظر ظاهری شبیه به موش قطبی نروژی (Lemmus lemmus) است، اما در یک سرده نیست. موش قطبی دشتی شاخ و برگ می‌خورد و در شب فعال‌تر است، اگرچه کاملاً شب‌گرد نیست. در طبیعت، در استپ‌ها و محیط‌های نیمه‌خشک در روسیه، اوکراین، قزاقستان، شمال غربی چین و مغولستان غربی یافت می‌شود. بقایای فسیلی این گونه در مناطقی تا غرب بریتانیا یافت شده است.

## پراکندگی
این موش قطبی در مناطق استپی، جنگلی-استپی و نیمه‌بیابانی مغولستان غربی، شمال غربی چین، بسیاری از مناطق اتحاد جماهیر شوروی پیشین، قزاقستان، اوکراین، اورال جنوبی و میانی و سیبری غربی و شرقی یافت می‌شود.